# Perdrix rouge dans une niche
Perdrix rouge dans une niche est un tableau réalisé par le peintre français Nicolas de Largillierre vers 1680-1685. De format vertical, cette huile sur toile est une nature morte qui représente une perdrix rouge suspendue par une patte devant une niche, et au-dessus de fruits ainsi que d'autres oiseaux morts. Reçue en don de Georges Sortais en 1928, cette peinture est conservée au Petit Palais, un musée d'art parisien qui la considère comme l'un de ses chefs-d'œuvre,.
Deux toiles à la composition similaire sont conservées au musée de Grenoble, à Grenoble : Nature morte à la perdrix rouge et Nature morte à la perdrix grise.